# Parti républicain (Namibie)
Pour les articles homonymes, voir Parti républicain.
Le parti républicain de Namibie (en anglais : Republican Party et en allemand : Republikanische Partei) est un parti politique de Namibie constitué en 1977 à la suite de la conférence de la Turnhalle.

## Histoire
Fondé par Dirk Mudge, un dissident du Parti national du Sud-ouest africain (affilié au Parti national d'Afrique du Sud), il rassemble les Blancs progressistes partisans de la déségrégation du Sud-Ouest africain et de l'indépendance à terme de cette ancienne colonie allemande alors sous tutelle sud-africaine.
Dès 1978, le parti républicain est l'une des composantes de l'Alliance démocratique de la Turnhalle (DTA).
Durant les années qui suivirent, le parti républicain n'arriva jamais à devenir le premier parti des blancs de Namibie, lesquels lui préféraient des partis proches du parti national.
En 2003, le parti républicain dirigé par Henk Mudge, le fils de Dirk Mudge, fait scission de la DTA et se présente sous ses propres couleurs.
Aux élections générales des 15 et 16 novembre 2004, candidat à l'élection présidentielle, il obtient 1,9 % des voix (15 955 suffrages) lui garantissant 1 siège pour sa liste à l'Assemblée nationale.
Lors des élections législatives de 2019, le parti obtient deux sièges de députés.